# ГЕС Сігалда
ГЕС Сігалда – гідроелектростанція на південному заході Ісландії. Входить до складу каскаду у сточищі річки Тйоурсау (Þjórsá), в якому знаходиться між ГЕС Vatnsfell (на річці Kaldakvísl, правій притоці Тунґнаа) та ГЕС Hrauneyjafoss (на самій Тунґнаа, яка є лівою притокою Тйоурсау). 
Для роботи станції Сігалда, введеної в експлуатацію у 1978 році, на Тунґнаа спорудили кам’яно-накидну греблю висотою 42 метри та довжиною 925 метрів, яка утворила водосховище Krókslón площею поверхні 14 км2 та об’ємом 140 млн м3. Окрім стоку самої Тунґнаа сюди надходить ресурс завдяки деривації з її правої притоки Kaldakvísl, природне устя якої знаходиться нижче від резервуара Krókslón. Для цього воду з Kaldakvísl спрямували по її лівобережжю до сховища Thórisvatn, з’єднаного протокою з Krókslón. Крім того, завдяки системі гребель та каналів Kvíslaveita організоване перекидання до сточища Kaldakvísl ресурсу із верхів’я Тйоурсау, який в підсумку через Thórisvatn також опиняється в Тунґнаа. Можливо відзначити, що первісно перепад між Thórisvatn та Krókslón не використовувався для виробництва електроенергії, поки у 2001 році не ввели в дію ГЕС Vatnsfell. 
Від Krókslón прокладено канал довжиною 1 км, який переходить у напірні водоводи до машинного залу ГЕС Сігалда. Останній обладнаний трьома турбінами типу Френсіс потужністю по 50 МВт, що при напорі 74 метри забезпечують виробництво 920 млн кВт-год електроенергії на рік. Відпрацьована вода по відвідному каналу довжиною 0,55 км потрапляє у водосховище Hrauneyjalon, споруджене для роботи ГЕС Hrauneyjafoss.